# La campana dell'arciprete
La campana dell'arciprete è un romanzo giallo scritto da Danila Comastri Montanari, pubblicato per la prima volta nel 1996.

## Trama
Provincia di Bologna, 1824. Il vecchio arciprete don Priamo Gasparri, parroco disprezzato dal Vaticano, vivacchia stancamente, finché un giorno, nella sua cella campanaria, trova il cadavere di Amelia, una giovane parrocchiana, a prima vista morta a causa di una disgrazia. Diffidente alle dicerie, don Priamo tenta di scoprire la dinamica della morte della giovane, e la sua indagine lo porterà al castello del signorotto del paese, dalle strade di Bologna ai conventi della provincia. Ad aiutare don Priamo vi è Cesare Cantalupi, un medico giacobino perseguitato dalle autorità in quanto pratica la vaccinazione contro il vaiolo.

## Critica
Alla base del libro è stata riconosciuta la presenza di una accurata ricerca storica. La figura di don Priamo Gasparri è stata accostata a quelle di Padre Brown, Don Camillo e del cardinale Lambertini. La trama gialla dell'opera è però stata considerata meno importante rispetto alla ricostruzione che vi si fa della realtà rurale e dei conflitti sociali dell'epoca. La riuscita qualitativa del romanzo, come di altre opere di Comastri Montanari che si distaccano dall'epoca storica dell'antica Roma e si svolgono nella regione dell'autrice (l'Emilia-Romagna), è stata giudicata migliore rispetto a quella dei libri della serie dedicata al senatore Publio Aurelio Stazio.

## Edizioni
- Danila Comastri Montanari, La campana dell'arciprete, Garzanti, 1996,  p. 248, ISBN 978-8811660842.
- Danila Comastri Montanari, La campana dell'arciprete, collana Gli elefanti, Garzanti, 2001,  p. 240, ISBN 978-8811685142.
- Danila Comastri Montanari, La campana dell'arciprete, Arnoldo Mondadori Editore, 21 giugno 2022,  p. 272, ISBN 978-88-04-75023-9.